# Эрменгильдо Гутьеррес
Эрменгильдо Гутьеррес (Эрменежи́лду Гуте́рреш, также известен как Менду Гутерреш; исп. Hermengildo Gutiérrez, порт. Hermenegildo Guterres; умер в 920) — первый граф Коимбры (878—911/920), возможно, граф Португалии и Туя (895 — не ранее 899), родоначальник дома Мендес (Менендес).

## Биография

### Происхождение
Эрменгильдо Гутьеррес происходил из знатной галисийской семьи, первым достоверно известным представителем которой был его отец, граф Гутьерре Эрменгильдес. Предполагается, что предками Эрменгильдо были представители знатной семьи из Коимбры, происхождение которой некоторые генеалогии ведут от короля вестготов Эгики.
При власти мусульман члены семьи владели титулом «граф христиан Коимбры», но в 805 году один из предков Эрменгильдо бежал от мавров в королевство Астурия и обосновался вместе с семьёй в Галисии. Его потомки, Эрменгильдо и его братья Алоито и Осорио, стали родоначальниками трёх ветвей рода, давшего в следующие два века многих известных лиц, действовавших, в основном, в Галисии и Португалии.

### Ранние годы
Первое датированное свидетельство об Эрменгильдо Гутьерресе в современных ему документах относится к 15 апреля 869 года, когда он упоминается в дарственной хартии монастырю Санта-Мария-де-Тиньяна. Заключённый им, возможно, около 865 года брак с Эрмесиндой, дочерью графа Эль-Бьерсо и Асторги Гатона, сделал его приближённым ко двору короля Астурии Альфонсо III Великого.
В качестве королевского военачальника Эрменгильдо Гутьеррес принял активное участие в Реконкисте, активизировавшейся с началом правления этого монарха. Предполагается, что Эрменгильдо содействовал Вимарано Пересу в расширении Португальского графства. Вероятно по приказу короля Альфонсо III, Эрменгильдо в 878 году совершил поход во владения Кордовского эмирата, во время которого штурмом овладел Коимброй. Укрепившись в крепости, он успешно отразил попытку эмира Мухаммада I вернуть себе контроль над городом и в награду был назначен Альфонсо III первым графом Коимбры.

### Граф Коимбры
В последующие годы Эрменгильдо Гутьеррес значительно расширил свои владения, проводя политику заселения приграничных с владениями мусульман земель переселенцами из Астурии и Галисии, а также бежавшими от власти эмира Кордовы мосарабами. Предполагается, что уже вскоре под властью Эрменгильдо, кроме Коимбры, оказались также Визеу и Ламегу. Это сделало его одним из наиболее крупных владетелей Астурийского королевства и одним из наиболее приближённых к королю Альфонсо III лиц.
С начала 880-х годов имя Эрменгильдо Гутьерреса начинает регулярно появляться в королевских хартиях. В 881 году граф Коимбры упоминается как посол короля Астурии, посетивший Мериду. Влияние Эрменгильдо ещё больше усилилось с назначением его на высшую придворную должность Астурии — должность майордома (графа королевского дворца), о чём свидетельствует хартия, датированная 25 сентября 883 года.
В 887 году в Галисии против власти Альфонсо III Великого началось большое восстание, возглавленное герцогом Галисии Витицей. Эрменгильдо Гутьеррес был одним из немногих галисийских графов, сохранявших в полной мере верность королю все семь лет, которые продолжался этот мятеж. Он успешно противостоял попыткам Витицы захватить принадлежавшие ему земли и в 894 году смог пленить главу мятежников и в оковах доставить его к Альфонсо III. После казни Витицы все его владения в награду за верность были переданы королём графу Эрменгильдо. Предполагается, что вместе с ними в 895 году он получил от Альфонсо III и графства Португалия и Туй, конфискованные у графа Лусидио Вимаранеса, которыми Эрменгильдо Гутьеррес управлял, по крайней мере, до 899 года. Возможно, ему была передана и верховная власть над Галисией, так как в одной из хартий этого времени в отношении Эрменгильдо применён титул «герцог Галисии». Таким образом, под его властью, вероятно, оказались все западные области Астурийского королевства.
Связи графа Эрменгильдо Гутьерреса с королевской семьёй Астурии ещё больше усилились благодаря заключённому около 892 года браку его дочери Эльвиры с принцем Ордоньо, вторым сыном короля Альфонсо III. Впоследствии этот брак оказал значительное влияние на поддержку, которой всю жизнь Ордоньо пользовался у галисийского дворянства.
Точно неизвестно, как Эрменгильдо Гутьеррес отнёсся к мятежу принца Гарсии, поднятому им против своего отца в Галисии в 910 году и приведшему к отречению Альфонсо III Великого от престола. После раздела владений короля Альфонсо, графство Коимбра вошло в состав королевства Галисия, правителем которого стал зять Эрменгильдо Гутьерреса, король Ордоньо II.
Предполагается, что в 911 году Эрменгильдо Гутьеррес передал власть над своими владениями сыну Ариасу Мендесу, о чём свидетельствуют акты состоявшегося в этом году поместного собора в городе Овьедо, в которых Ариас назван графом Коимбры. Однако в некоторых других исторических источниках Эрменгильдо до самой своей смерти продолжал упоминаться с титулом графа.

### Последние годы
О последних годах жизни Эрменгильдо Гутьерреса известно не очень много: в 910-х годах он засвидетельствовал несколько документов, из которых последний датирован 21 января 919 года.
Согласно преданиям, связанным с внуком Эрменгильдо, святым Росендо, в 920 году граф защищал город Порту от нападения эмира Кордовы Абд ар-Рахмана III: укрепившись на мосту через реку Риу-Тинту, он не позволил мусульманам переправиться на противоположный берег и захватить город.
Предполагается, что Эрменгильдо Гутьеррес скончался позднее в этом же году.

### Семья
Граф Эрменгильдо Гутьеррес с около 865 года был женат на Эрмесинде Гатонес, дочери графа Эль-Бьерсо Гатона. Детьми от этого брака были:
- Ариас Мендес (умер не ранее 924) — граф Коимбры (911/920—не ранее 924)
- Гутьерре Мендес[порт.] (умер в 933) — возможно, герцог Галисии около 930 года
- Эльвира (около 880—8 сентября/8 октября 921) — жена (с около 892) короля Леона Ордоньо II (около 873—924)
- Алдонса (умерла после 26 сентября 942) — жена графа Лоренсаны Гутерре Осореса[порт.]; их дочь, Адосинда Гутеррес[порт.] (умерла в 931) с 925 года была первой женой короля Леона Рамиро II (умер в 951)[5]
- Эндеркина «Пала» (умерла ранее 947) — жена графа Луго Гундесиндо Эриса (умер после 947)
- Гудилона[порт.] (умерла ранее 26 сентября 942) — жена графа Португалии Лусидио Вимаранеса (умер после 922).